# Bintou Keita

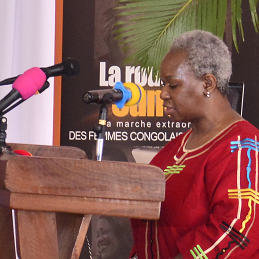
Bintou Keita 2021

Bintou Keita (* 1958) ist eine Funktionärin der Vereinten Nationen aus Guinea, die seit 2021 Leiterin der Mission der Vereinten Nationen für die Stabilisierung in der Demokratischen Republik Kongo MONUSCO (Mission de l’Organisation des Nations Unies en République Démocratique du Congo) ist.

## Leben
Bintou Keita begann nach dem Schulbesuch ein Studium in Sozialökonomie an der Universität Panthéon-Assas (Universität Paris II), das sie mit einem Master abschloss. Darüber hinaus absolvierte ein postgraduales Studium der Fächer Betriebswirtschaftslehre und Management an der Universität Paris-Dauphine, der Universität Paris IX. 1989 trat sie in den Dienst der Vereinten Nationen und übernahm in den folgenden Jahren zahlreiche führende Funktionen für das Kinderhilfswerk der Vereinten Nationen UNICEF (United Nations Children’s Fund) im Tschad, der Republik Kongo, Madagaskar, Kap Verde, Ruanda, Burundi sowie der Zentrale der UNICEF in New York City. Sie war zwischen 2007 und 2010 stellvertretende Exekutivrepräsentantin des UN-Generalsekretär für das Integrierte Büro der Vereinten Nationen in Burundi BINUB (Bureau Intégré des Nations Unies au Burundi).
Keita war zwischen Februar und November 2015 Krisenmanagerin der UNO zur Bekämpfung des Ebolavirus in Sierra Leone sowie im Anschluss von 2015 bis 2017 stellvertretende Gemeinsame Sondergesandtin für den Hybriden Einsatz der Afrikanischen Union und der Vereinten Nationen in Darfur UNAMID (African Union/United Nations Hybrid Operation in Darfur). Nach Beendigung dieser Tätigkeit war sie im UN-Sekretariat von November 2017 bis Dezember 2018 Leiterin der Unterabteilung für friedenserhaltende Operationen (Assistant Secretary-General for Peacekeeping Operations) sowie danach zwischen Januar 2019 und Januar 2021 Leiterin der Unterabteilung Afrika (Assistant Secretary-General for Africa) in der Hauptabteilung Politische Angelegenheiten und Friedenskonsolidierung (Departments of Political, Peacebuilding Affairs and Peace Operations).
Bintou Keita, die über mehr als 30 Jahre Erfahrung in den Bereichen Frieden, Sicherheit, Entwicklung, humanitäre Hilfe und Menschenrechte in Konflikt- und Post-Konflikt-Umgebungen verfügt, wurde am 14. Januar 2021 vom Generalsekretär der Vereinten Nationen António Guterres zur Leiterin der Mission der Vereinten Nationen für die Stabilisierung in der Demokratischen Republik Kongo MONUSCO (Mission de l’Organisation des Nations Unies en République Démocratique du Congo) ernannt und damit zur Nachfolgerin der aus Algerien stammenden Leila Zerrougui, die diese Funktion bis Februar 2021 bekleidete.